# Jessalyn Gilsig
Jessalyn Gilsig (født 30. november 1971)  er en canadisk skuespiller kendt for sine roller i tv-serierne Boston Public og Nip/Tuck, samt som Will Schuester's ekskone Terri Schuester i Glee. Hun har også optrådt i flere episoder af NYPD Blue, Prison Break, og har en tilbagevendende rolle i Heroes samt flere andre tv-serier.

## Privat
Gilsig blev født i Montreal, Quebec, Canada, datter af Claire, en forfatter og oversætter, og Toby Gilsig, en ingeniør. Hun begyndte at spille skuespil i en alder af 12. Hun gik i high school på Trafalgar School for Girls i Montreal's centrum. Hun studerede senere American Repertory Theater på Harvard University, og gik på McGill University fra 1989 til 1993, hvorfra hun dimitteret med en bachelorgrad i engelsk i 1993. 
Gilsig mødtes første gang Bobby Salomon da de begge var gymnasieelever i Montreal . De daterede kort, med Gilsig kommenterede, at Salomon var "cool fyr" og fodboldholdets quarterback. Efter Salomon, som nu en filmproducent, flyttede til Hollywood i 2002, begyndte han og Gilsig på ny deres venskab, og begyndte at date igen.  Parret gift den 1. januar 2005.  Da Salomon er jødisk og Gilsig er jødisk på hendes fars side, havde parret en traditionel jødisk bryllup .  Gilsig og Salomon har en datter, Penelope, født den 26. september 2006. Gilsig søgte om skilsmisse fra Salomon den 8. september 2010, med henvisning uforenelige forskelle. De var blevet separeret i 2009.

## Karriere
Hun begyndte sin karriere som en stemmeskuespiller. Hun har lagt stemme til filmene Mascarade og The Journey Home og tv-serien The Little Flying Bears, Young Robin Hood og Gullivers rejser.
I 1995 flyttede hun til New York City, hvor hun optrådte i adskillige off-Broadway skuespil. Selv om hun havde medvirket i flere canadiske produktioner i slutningen af 1980erne og det tidlige 1990'ere, begyndte hendes tv-karriere i slutningen af 1990'erne, da hun var gæstemedvirkende i adskillige tv-serier, herunder Viper og Seven Days. Men det var hendes samarbejde med David E. Kelley, der førte til hendes hovedrolle i Boston Public.

## Filmografi
| År   | Titel               | Rolle                   | Noter    |
| ---- | ------------------- | ----------------------- | -------- |
| 1984 | Mascarade           | stemme                  | Kortfilm |
| 1989 | Journey Home        |                         | Kortfilm |
| 1989 | Jacknife            | Hans kæreste            |          |
| 1998 | The Horse Whisperer | Lucy                    |          |
| 1998 | Quest for Camelot   | Kayley (stemme)         |          |
| 2004 | Chicks with Sticks  | Paula Taymore           |          |
| 2004 | See This Movie      | Annie Nicole            |          |
| 2007 | Flood               | Samantha 'Sam' Morrison |          |
| 2008 | Prom Night          | Aunt Karen Turner       |          |
| 2009 | The Stepfather      | Julie King              |          |
| 2011 | About Fifty         | Jessica                 |          |
| 2012 | Somewhere Slow      | Anna Thompson           |          |